# Tweede Kamerverkiezingen 1981/Kandidatenlijst/God Met Ons
Dit is de kandidatenlijst voor de Tweede Kamerverkiezingen 1981 van God Met Ons. De partij deed alleen mee in de kieskringen IV (Nijmegen) en XVIII (Maastricht).

## De lijst
1. Tine Cuijpers-Boumans - 887 stemmen
2. A.H. Huijskens - 31

PvdA · CDA · VVD · D'66 · SGP · PPR · CPN · GPV · PSP · Rechtse Volkspartij · DS'70 · RKPN · Partij van Rijksgenoten · Kleine Partij · God Met Ons · Nederlandse Evolutie Partij · Leefbaar Nederland · SP · De Vrede Partij · RPF · Realisten '81 · IKB · NVU · Centrumpartij · Partij tot Likwidatie van Nederland · Wereld Welzijns Bewustwording · EVP · SOS
1981 · 1982 · 1986